# Texella renkesae
Texella renkesae is een hooiwagen uit de familie Phalangodidae.